# Protoloog
De protoloog van een botanische naam van een taxon is een deel van de publicatie (of de hele publicatie), waarin die naam formeel gevestigd werd (geldig gepubliceerd, validly published). 
De protoloog omvat alle gegevens die in die publicatie met die naam geassocieerd zijn, zoals een beschrijving van het taxon of ten minste een diagnose die verschillen geeft met verwante taxa, illustraties, de afleiding van de naam. Ook het type, het verspreidingsgebied en verdere gegevens zijn vaak te vinden in een protoloog.
Voor het geldig publiceren van de naam moet de protoloog aan een aantal minimumvereisten voldoen, die in de International Code of Nomenclature for algae, fungi, and plants zijn vastgelegd. Wanneer een nieuwe naam is gebaseerd op een andere naam of op een eerder gepubliceerde beschrijving, dan kan de protoloog heel kort zijn en uit alleen de nieuwe naam en een bibliografische referentie naar de eerdere publicatie bestaan.
Bij een volledige verwijzing naar de naam van een taxon wordt altijd de plaats van de protoloog genoemd, dat wil zeggen het boek of tijdschrift, het paginanummer, het jaartal, zo nodig welk deel; in geval van een tijdschrift soms ook de titel van het artikel. Vaak kan dit heel bondig: "Blakeochloa Veldkamp (in Taxon 30: 478. 1981)" is een volledige verwijzing.
De term "protoloog" wordt soms, als informele term, ook wel gebruikt door zoölogen, bij gebrek aan een equivalente term.